# Грефрат (Нойс)
Грефрат (нем. Grefrath) — район (отдельное поселение) города Нойс в земле Северный Рейн-Вестфалия. Население составляет 3452 человека на площади 6,86 км² (по состоянию на 31 декабря 2024 года).

## Положение
Грефрат расположен примерно в 5 км к юго-западу от центра Нойса и структурно отделён от города. На севере находится небольшая деревня Диркес, а чуть дальше — Карст-Бюттген. На востоке находится район Ланцерат и горнолыжный комплекс. На юге Грефрат граничит с трассой B230, под которой проходит туннель, ведущий в Рёккрат. На западе находится Коршенброх-Люттенглен.

## История
Первые следы человеческой жизни относятся к периоду среднего и позднего неолита. Во времена Римской империи через Грефрат проходила римская дорога из Нойса в Ахен. В 1250 году это место впервые упоминается как «Гревероде», что означает «графская поляна». Католическая приходская церковь впервые упоминается в 1299 году.
В 1381 году в документе упоминается «приход Грефрат». В этом документе вдова София фон Ланцероде и ее дети подтверждают общине кларисок Нойса, что 18 акров сельскохозяйственных угодий близ Ланцерата в приходе Грефрат были проданы монастырю за 500 золотых гульденов. В свою очередь, она сдавала эти сельскохозяйственные угодья в аренду за ежегодную арендную плату в размере 6 м³ ржи.
С 1598 года ректор Кёльнского иезуитского коллегиума имел право замещать приходскую должность в Грефрате. В 1405 году Кёльнское курфюршество приобрело поселение у господ Эрпрата. Грефрат вошел в подчинение филиала Эрпрат в амте Хюльхрат. Начиная с 1680 года обе должности управляли совместно. В состав филиала Эрпрат входили населённые пункты Грефрат, Рёккерат, Бушерхоф, Кёнигсхоф и Тайсенхоф в Лёвелинге, а также три крестьянские усадьбы в Хольцхайме. В 1572 году Грефрат был разграблен войсками кёльнского курфюрста Салентина фон Изенбурга. После того как католическая церковь была разрушена гессенско-веймарскими войсками, в период с 1642 по 1657 год Грефрат представлял из себя руины. И только потом его начали восстанавливать. В 1794 году французские войска заняли Грефрат. Посёлок вошел в состав кантона Нойс, основанного в 1798 году в арондисмане Крефельд департамента Рур. Позднее Грефрат стал главным поселением местной французской мэрии, которая просуществовала до 1814 года.
В 1815 году значительная часть Рейнской области, включая Грефрат, вошла в состав Пруссии. Грефрат входил в состав района Нойс, вновь созданного в 1816 году в административном округе Дюссельдорф, и изначально представлял собой «сельский коллективный муниципалитет с пятью департаментами в неразделённом муниципальном бюджете», который в административном отношении также являлся бургомистратом.
В 1935 году он был включен в состав общины Хольцхайм. 28 февраля 1945 года город заняли американские войска. В марте 1947 года Грефрат пострадал от наводнения. С 1 января 1975 года Грефрат является районом (поселением) Нойса.

### Динамика численности населения
| 1816 | 1832 | 1852 | 1895 | 1910  | 1925  | 1950  | 1961  | 2002                      | 2006  | 2011                      | 2014  | 2021  |
| 767  | 796  | 891  | 938  | 1.427 | 1.334 | 1.189 | 1.084 | {\displaystyle 3.589^{1}} | 3.814 | {\displaystyle 3.685^{2}} | 3.599 | 3.455 |

1. Включая поселения Ланцерат, Диркес, Рёккрат.

2. По состоянию на 30 июня 2011.

## Транспорт
Неподалеку от Грефрата проходят автобаны 46 и 57. До них можно добраться через съезды Нойс–Хольцхайм или Бюттген. К югу от Грефрата автомагистраль B230 идет от съезда Нойс-Хольцхайм в Мёнхенгладбах. Грефрат связан с местной сетью общественного транспорта автобусными маршрутами 843, 864 и 870.